# Bartosz Kacper Zawadzki
Bartosz Kacper Zawadzki (ur. 4 grudnia 1996 w Sosnowcu) – polski zawodnik brazylijskiego jiu-jitsu (BJJ), posiadacz czarnego pasa w tej dyscyplinie. Młodzieżowy mistrz świata z roku 2016, oraz medalista elitarnego turnieju „Ragnarok”.

## Życiorys
Bartosz Zawadzki urodził się 4 grudnia 1996 w Sosnowcu. Uprawia brazylijskie jiu-jitsu od 15 roku życia. Aktywnie uczestniczy w zawodach rangi mistrzowskiej w kraju i za granicą. Zwycięzca wielu turniejów i reprezentant Polski na Mistrzostwach Świata Młodzieżowców Ne Waza rozgrywanych w Hiszpanii w 2016.

## Zawody krajowe

### Sezon 2017/2018
Zawody krajowe
- Mistrzostwa Polski Ju-Jitsu Ne-Waza, Sochaczew. I MIEJSCE[9]
- Puchar Polski Jiu Jitsu Ne-waza, Sochaczew. II MIEJSCE[10]
- XIII Mistrzostwa Polski BJJ kat. adult -94,4 kg, Poznań. I MIEJSCE[11]
- Mistrzostwa Europy ACBJJ, Warszawa, POLSKA. III MIEJSCE[12]

### Sezon 2016/2017
- Otwarty Turniej Kwalifikacyjny ju-jitsu ne-waza kat. senior -94 kg. Katowice. 1 MIEJSCE[13]
- Vai Finaliza Tournament kat. -88 kg. Warszawa. 1 MIEJSCE[14]
- XV Puchar Polski GI w kat. -94, Konin. 1 MIEJSCE[15]
- XV Puchar Polski GI w kat. OPEN, Konin. 2 MIEJSCE[15]

### Sezon 2015/2016
- Mistrzostwa Polski ju-jitsu ne-waza kat. młodzieżowiec -93 kg. Borzęcin. 1 MIEJSCE[16].
- Mistrzostwa Polski ju-jitsu ne-waza kat. młodzieżowiec -85 kg. Borzęcin. 3 MIEJSCE[16].
- Turniej RAGNAROK kat. -85 kg NOGI. Świnoujście. 3 MIEJSCE[17].
- Poznań International Open 2016 kat. NOGI adult purpurowe pasy. Poznań. 1 MIEJSCE[18].
- Poznań International Open 2016 Open kat. GI OPEN purpurowe pasy. Poznań. 2 MIEJSCE[19].
- Poznań International Open 2016 Open kat. GI adult purpurowe pasy. Poznań. 1 MIEJSCE[19].
- Mistrzostwa Polski ne-waza kat. młodzieżowcy – 94 kg. Katowice. 1 MIEJSCE.
- XIX liga BJJ kat. Elita. Borzęcin. 2 MIEJSCE[20].
- Ogólnopolski Turniej Kwalifikacyjny Ju- Jitsu Ne-Waza kat. młodzieżowcy -85 kg. Mysłowice. 1 MIEJSCE.
- Ogólnopolski Turniej Kwalifikacyjny Ju- Jitsu Ne-Waza kat. młodzieżowcy -93k. Mysłowice. 1 MIEJSCE.
- BJJ Spartan Fight Challengers kat. GI adult purpurowe pasy. Bytom. 3 MIEJSCE[21].
- BJJ Spartan Fight Challengers kat. NOGI adult purpurowe pasy. Bytom. 3 MIEJSCE[21].
- Octopus Cup BJJ kat. adult purpurowe pasy. Łódź. 3 MIEJSCE[22].

### Sezon 2014/2015
- III Podziemny Puchar Polski BJJ kat. junior. Bochnia. 1 MIEJSCE[23].
- Puchar Polski NOGI kat. Junior. Luboń. 1 MIEJSCE[24].
- Puchar Polski NOGI kat. adult niebieskie pasy. Luboń. 3 MIEJSCE.
- X Mistrzostwa Polski BJJ kat. junior. Łódź. 2 MIEJSCE[25].
- IV charytatywny meeting NOGI kat. adult niebieskie pasy. Oława. 1 MIEJSCE[26].
- V Mistrzostwa Polski NOGI kat. adult niebieskie pasy. Luboń. 3 MIEJSCE[27].
- VII Polish Memorial Helio Gracie BJJ kat. adult niebieskie pasy. Opalenica. 1 MIEJSCE[28].
- VII Polish Memorial Helio Gracie BJJ kat. adult niebieskie pasy – tytuł „Najlepszy technik zawodów”[29].
- Turnieju Ne-Waza kat. młodzieżowcy. Borzęcin. 2 MIEJSCE[30].
- XIII Puchar Polski BJJ kat. adult niebieskie pasy. Konin. 2 MIEJSCE[31].
- XIII Puchar Polski BJJ kat. adult elita. Konin. 2 MIEJSCE[31].
- Open GI BJJ kat. adult niebieskie pasy. Luboń. 1 MIEJSCE[32].
- Open GI BJJ kat. NOGI adult niebieskie pasy. Luboń. 1 MIEJSCE[33].
- I Otwarty Puchar Polski Południowej BJJ kat. adult niebieskie pasy. Tychy. 1 MIEJSCE[34].
- I Otwarty Puchar Polski Południowej BJJ kat. OPEN ELITA. Tychy. 1 MIEJSCE[34].
- I Otwarty Puchar Polski Południowej BJJ – tytuł „Najlepszy zawodnik turnieju”.

### Sezon 2013/2014
- IV Mistrzostwa Polski BJJ NOGI kat. junior. Luboń. 1 MIEJSCE[35].
- IV Mistrzostwa Polski BJJ NOGI kat. adult. Luboń. 3 MIEJSCE[35].
- Polish BJJ Open kat. junior. Gorzów Wielkopolski. 1 MIEJSCE.
- Polish BJJ Open kat. adult niebieskie pasy. Gorzów Wielkopolski. 1 MIEJSCE.
- Polish BJJ Open kat. OPEN. Gorzów Wielkopolski. 1 MIEJSCE.
- XII Puchar Polski BJJ kat. junior. Konin. 1 MIEJSCE.
- II Podziemny Puchar Polski w BJJ kat. junior. Bochnia. 3 MIEJSCE[36].
- Puchar Polski Południowej grappling kat. junior. Siewierz. 3 MIEJSCE .
- II Międzynarodowe Mistrzostwa Submission Fighting kat. początkujący. Krapkowice. 1 MIEJSCE.
- XVII liga BJJ kat. junior. Kraków. 1 MIEJSCE[37].

### Sezon 2012/2013
- III Mistrzostwa Polski BJJ NOGI kat. junior. Luboń, 1 MIEJSCE[38].
- I Międzynarodowy Turniej Hadaka Waza kat. junior. Bytom. 1 MIEJSCE.

## Zawody zagraniczne

### Sezon 2017/2018
- ABU DHABI World Professional Jiu-Jitsu Championship 2018 w kat. 94 kg. Zjednoczone Emiraty Arabskie, Abu Dhabi. 2 MIEJSCE[39].
- NAGA South Florida Championship w kat. -94. USA, Floryda. 1 MIEJSCE[40].
- Croatia National Pro Jiu-Jitsu Championship UAEJJF w kat. -94 kg. CHORWACJA, Zagrzeb. 1 MIEJSCE[41].
- Croatia National Pro Jiu-Jitsu Championship UAEJJF w kat. OPEN. CHORWACJA, Zagrzeb. 1 MIEJSCE[41].
- German National Pro Jiu-Jitsu Championship – GI UAEJJF w kat. -94 kg, NIEMCY, Maintal. 1 MIEJSCE[42].
- German National Pro Jiu-Jitsu Championship – GI UAEJJF w kat. OPEN. NIEMCY, Maintal. 1 MIEJSCE[42].
- Scotland National Pro Jiu-Jitsu Championship – GI UAEJJF w kat. -94 kg. SZKOCJA, Edynburg. 1 MIEJSCE[43].
- Scotland National Pro Jiu-Jitsu Championship – GI UAEJJF w kat. OPEN. SZKOCJA, Edynburg. 1 MIEJSCE[43].
- Scotland National Pro Jiu-Jitsu Championship – NO-GI UAEJJF w kat. -94 kg. SZKOCJA, Edynburg. 1 MIEJSCE[44].
- Scotland National Pro Jiu-Jitsu Championship – NO-GI UAEJJF w kat. OPEN. SZKOCJA, Edynburg. 1 MIEJSCE[44].
- British National IBJJF Jiu-Jitsu Championship – GI w kat. -94 kg. ANGLIA, Londyn. 1 MIEJSCE[45].
- British National IBJJF Jiu-Jitsu Championship NO-GI w kat. -94 kg. ANGLIA, Londyn. 1 MIEJSCE[45].
- Europe Continental Pro Jiu-Jitsu Championship – GI w kat. -94 kg. Rosja, Moskwa. 1 MIEJSCE[46].
- Netherlands National Pro Jiu-Jitsu Championship – GI & NO-GI. Almere, Holandia. 1 MIEJSCE w kat. 92 kg NO-GI[47].
- Netherlands National Pro Jiu-Jitsu Championship – GI & NO-GI. Almere, Holandia. 1 MIEJSCE w kat. 94 kg GI[47].
- Netherlands National Pro Jiu-Jitsu Championship – GI & NO-GI. Almere, Holandia.2 MIEJSCE w kat. -110 kg GI OPEN.[47]
- Rome International Open IBJJF Jiu-Jitsu Championship NO-GI. Rzym, Włochy. 2 MIEJSCE w kat. 94 kg.[48]

### Sezon 2016/2017
- German Open ne-waza w kat. senior – 94 kg. NIEMCY, Gelsenkirchen. 2 MIEJSCE[49].
- Slovenia National Pro Jiu-Jitsu GI UAEJJF w kat. -94 kg, SŁOWENIA, Lublana. 1 MIEJSCE[50].
- Slovenia National Pro Jiu-Jitsu GI UAEJJF w kat. OPEN. SŁOWENIA, Ljubljana. 1 MIEJSCE[50].
- British National Pro Jiu-Jitsu GI UAEJJF w kat. -94 kg. ANGLIA, Londyn. 2 MIEJSCE[51].
- British National Pro Jiu-Jitsu GI UAEJJF w kat. OPEN. ANGLIA, Londyn. 3 MIEJSCE[51].
- Rome International Open IBJJF NO-GI w kat. OPEN. WŁOCHY, Rzym. 1 MIEJSCE[52].
- Zagreb International Pro Jiu Jitsu Championship GI w kat. -94 kg. CHORWACJA, Zagrzeb. 2 MIEJSCE[53].

### Sezon 2015/2016
- Mistrzostwa Świata ne-waza U21 w kat. młodzieżowcy – 85 kg. HISZPANIA, Madryt. 1 MIEJSCE[54].
- Greece National Pro Jiu Jitsu Championship w kat. OPEN purpurowe pasy. GRECJA, Ateny. 2 MIEJSCE[55].
- NAGA Championship w kat. adult purpurowe pasy. NIEMCY, Limburg. 1 MIEJSCE[56].
- Munich Open kat. adult purpurowe pasy. NIEMCY, Monachium. 1 MIEJSCE[57].
- Munich Open NOGI kat. adult purpurowe pasy. NIEMCY, Monachium. 1 MIEJSCE[58].
- Munich Open NOGI kat. OPEN purpurowe pasy. NIEMCY, Monachium. 1 MIEJSCE[58].
- Rome Open kat. adult purpurowe pasy. WŁOCHY, Rzym. 3 MIEJSCE[59].

### Sezon 2014/2015
- NAGA Dortmund Championship w kat. adult purpurowe pasy. NIEMCY, Dortmund. 1 MIEJSCE[60].

### Sezon 2013/2014
- Ippon Cup 3 NOGI kat. junior. CZECHY, Frydek-Mistek. 1 MIEJSCE.

## Stopnie
- Biały pas – 2011[potrzebny przypis][61]
- Niebieski pas – 2013[potrzebny przypis][61]
- Purpurowy pas – 2015[62].
- Czarny pas – 2020[1]